# Chiharu Nakai
Pour les articles homonymes, voir Chiharu.
 (avril 2014).
Si vous disposez d'ouvrages ou d'articles de référence ou si vous connaissez des sites web de qualité traitant du thème abordé ici, merci de compléter l'article en donnant les références utiles à sa vérifiabilité et en les liant à la section « Notes et références ».
Chiharu Nakai (中居ちはる, 中居千春, 仲居ちはる, Nakai Chiharu), née le 18 août 1984, est une actrice pornographique japonaise.

## Biographie

### Film rose
En 2012, elle apparaît dans le film rose comme la principale actrice pour les deux titres suivants La Coiffeuse Gros Seins : Déréglés et Bousculés, L'Accompagnatrice de Bus en rut : Les fortes poitrines comme sucette.

### La retraite
Le 1er août 2013, elle a annoncé dans son blog officiel qu'elle se retirait de sa carrière comme actrice AV afin de poursuivre une autre carrière et de réaliser son rêve.

## Filmographie

### Vidéos réservées aux adultes
- 2010 : Prime Hot Amateurs : Live Vibrator in Full Blast 4
- 2011 : Amateur Boobs Pickup
- 2012 : The Vengeance
- 2013 : Gokkun Times

### Cosplay AV┃Cos-ROM
- 2011-2012 : Cosplay One-Game Match

### Films roses
- 2012 : La Coiffeuse à gros seins : déréglés et bousculés (2012)
- 2012 : L'Accompagnatrice de bus en rut : les fortes poitrines comme sucette

## Apparitions à la télévision/télé en ligne
Chiharu Nakai est apparue à de nombreuses reprises à la télévision, notamment dans les émissions
Downtown's 'This is no task for kids!!' sur Nippon TV et Sukimono Labo sur Paradise TV.

## Revues et journaux

### Gravure
- Mensuelle On. (月刊オンドット):septembre 2010 (KK Bestsellers)
- The Best Magazine Original:décembre 2010 (KK Bestsellers)
- Dope:December 2010 (KK Bestsellers)
- Chu Special (Chuッ スペシャル):avril 2011 (Wanimagazine)
- Elle Vraiment Là! Quelles filles affectuexse (本当にいたよ! こんなにやさしいお姉さん):Vol.85 mai 2011 (Dia Press)
- Getyou(ゲッチュ):Juin 2011 (Wakoh Publishing)
- Magazine Bang (マガジン・バン):September 2011 (Sun Publishing)
- Magazine MILF (マガジン美熟女):novembre 2012 (Sun Publishing)

### Interviews
- Twincle (てぃんくる):Vol.435 2010-10-22 * Interview et la covergirl pour le numéro. (Shoin)[5]
- Magazine WOoooo B-Class (マガジンウォーB組):Juin, 2011 * Interview « 69 Blues:Le vrai visage de cette actrice AV charismatique » (Sun Publishing)
- MEN'S SPIDER:July, 2011 * Mannequin comme 'sex monitrice' dans un article de fond. (LEED Publishing)
- Quotidien Gendai (日刊ゲンダイ):2012-10-12 * Interview